# Somalias nationalvåben
Somalias nationalvåben blev vedtaget den 10. oktober 1956. Leoparden, som støtter skjoldet og den hvide stjerne, findes også i nationalvåbnet, der benyttedes af Italiensk Somaliland. Det tidligere somaliske nationalvåben, vedtaget den 8. juni 1919, indeholdt et skjold delt horisontalt af en bølgende hvid linje. Den øverste halvdel af skjoldet var blåt med en leopard i naturlige farver, overstrålet af en hvid, femtakket stjerne.

## Historiske nationalvåben
- Nationalvåbnet for Italiensk Somaliland (1949–56)
- Nationalvåbnet for Britisk Somaliland (1950–52)